# Chaudefontaine (Marne)
Chaudefontaine is een gemeente in het Franse departement Marne (regio Grand Est) en telt 312 inwoners (1999). De plaats maakt deel uit van het arrondissement Sainte-Menehould.

## Geografie
De oppervlakte van Chaudefontaine bedraagt 13,1 km², de bevolkingsdichtheid is 23,8 inwoners per km².
De onderstaande kaart toont de ligging van Chaudefontaine (Marne) met de belangrijkste infrastructuur en aangrenzende gemeenten.

## Demografie
Onderstaande figuur toont het verloop van het inwonertal (bron: INSEE-tellingen).